# Levanger
Levanger es un municipio de Noruega, en la provincia de Trøndelag. Forma parte del distrito tradicional de Innherad, tiene una población de 19 474 habitantes según el censo de 2015 y su centro administrativo es la ciudad de Levanger.
La ciudad de Levanger fue establecida como municipio el 1 de enero de 1838. Los municipios rurales de Frol, Skogn y Åsen fueron fusionados con Levanger el 1 de enero de 1962 y el municipio isleño de Ytterøy fue fusionado con Levanger el 1 de enero de 1964.
Levanger es un miembro de la iniciativa italiana Cittaslow, «ciudades lentas» que no adoptan un enfoque de «vía rápida» de la mayor parte de las ciudades modernas.